# Андріяшевці
Андріяшевці (хорв. Andrijaševci) — населений пункт і община у Вуковарсько-Сремській жупанії Хорватії.

## Населення
Населення общини за даними перепису 2011 року становило 4 075 осіб, 1 з яких назвала рідною українську мову. Населення самого поселення становило 2 046 осіб.
Динаміка чисельності населення громади:
Динаміка чисельності населення центру громади:

## Населені пункти
Крім поселення Андріяшевці, до громади також входять Роковці.

## Клімат
Середня річна температура становить 11,17°C, середня максимальна – 25,50°C, а середня мінімальна – -5,96°C. Середня річна кількість опадів – 696 мм.
| Клімат поселення                              | Клімат поселення | Клімат поселення | Клімат поселення | Клімат поселення | Клімат поселення | Клімат поселення | Клімат поселення | Клімат поселення | Клімат поселення | Клімат поселення | Клімат поселення | Клімат поселення | Клімат поселення |
| Показник                                      | Січ.             | Лют.             | Бер.             | Квіт.            | Трав.            | Черв.            | Лип.             | Серп.            | Вер.             | Жовт.            | Лист.            | Груд.            |                  |
| Середній максимум, °C                         | 5,90             | 8,06             | 12,64            | 17,30            | 22,58            | 25,50            | 25,27            | 24,91            | 20,94            | 15,48            | 9,53             | 5,50             |                  |
| Середня температура, °C                       | −0,03            | 2,10             | 6,70             | 11,38            | 16,66            | 19,59            | 21,26            | 20,90            | 16,94            | 11,48            | 5,54             | 1,50             |                  |
| Середній мінімум, °C                          | −5,96            | −3,8             | 0,80             | 5,43             | 10,72            | 13,64            | 17,25            | 16,90            | 12,94            | 7,47             | 1,54             | −2,5             |                  |
| Норма опадів, мм                              | 45               | 41               | 44               | 55               | 63               | 89               | 68               | 63               | 51               | 58               | 65               | 54               |                  |
| Середньомісячна швидкість вітру, м/с          | 2.10             | 2.34             | 2.70             | 2.56             | 2.30             | 2.10             | 2.10             | 1.90             | 1.90             | 2.00             | 2.10             | 2.12             |                  |
| Середньомісячна сонячна радіація, кДж/м²·день | 4358             | 7018             | 11014            | 15509            | 19344            | 21470            | 22447            | 20445            | 15187            | 9510             | 4906             | 3623             |                  |
| --------------------------------------------- | ---------------- | ---------------- | ---------------- | ---------------- | ---------------- | ---------------- | ---------------- | ---------------- | ---------------- | ---------------- | ---------------- | ---------------- | ---------------- |
| Джерело:                                      |                  |                  |                  |                  |                  |                  |                  |                  |                  |                  |                  |                  |                  |